# Авыйган
Авыйган (тув. Авыйган) — посёлок в Каа-Хемском кожууне Республики Тыва. Входит в состав Бурен-Бай-Хаакского сумона.

## Население
| 2002 | 2010 |
| ---- | ---- |
| 449  | ↘427 |

## География
Селение основано у реки Бурен, возле впадения в неё реки Биче-Ажык.
Две улицы: ул. Мойналыгская, ул. Юбилейная.
Расстояние до центра сельсовета Бурен-Бай-Хаак — 8 км, до районного центра Сарыг-Сеп — 19 км, до республиканского центра Кызыл — 92 км.
Ближайшие населенные пункты
Бурен-Аксы — 8 км, Бурен-Бай-Хаак — 8 км, Усть-Бурен (Грязнуха) — 11 км, Бельбей — 13 км, Сарыг-Сеп — 19 км, Мерген (Сарыг-Сеп) — 21 км, Кок-Хаак — 22 км, Эржей — 23 км, Ильинка 24 — км.

## Инфраструктура
Буренский Психоневрологический Дом-Интернат (ул. Юбилейная), начальная школа-детсад.
Автодорога от Кызыла.